# Cixius kommonis
Cixius kommonis är en insektsart som beskrevs av Matsumura 1914. Cixius kommonis ingår i släktet Cixius och familjen kilstritar. Inga underarter finns listade i Catalogue of Life.